# Godofredo de Charny

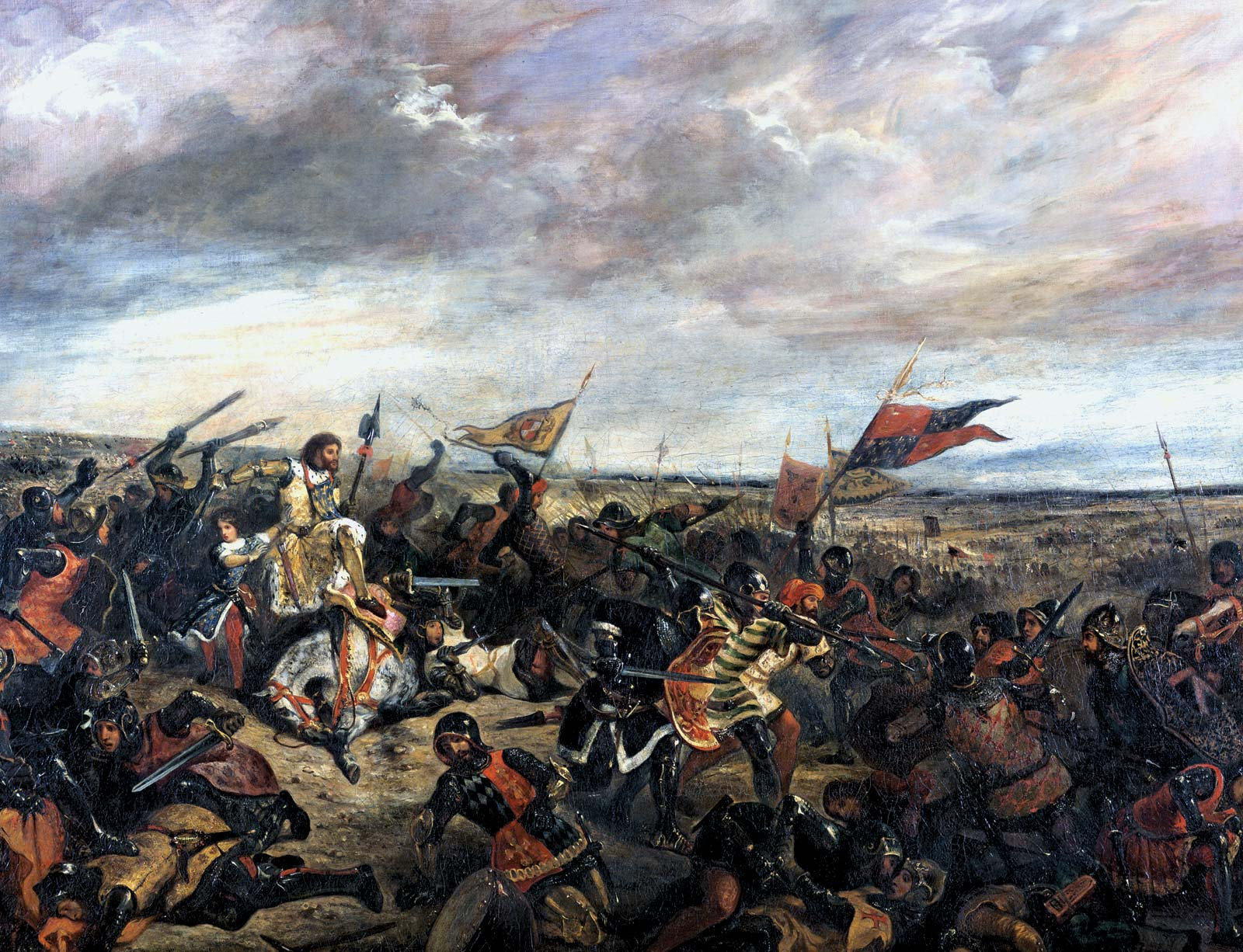
La batalla de Poitiers (1356), pintada por Eugène Delacroix.

Godofredo de Charny (original: Geoffroi de Charny; h. 1300 – 19 de septiembre de 1356) fue un caballero francés, autor de al menos tres obras literarias sobre la caballería. Nació alrededor del año 1300. Su padre, Jean de Charny era el señor de Lirey en Borgoña y su madre fue Margaret de Joinville. Su abuelo por parte de madre, Jean de Joinville, fue amigo íntimo del rey Luis IX y autor de su biografía. Godofredo fue un caballero al servicio del rey Juan II de Francia y miembro fundador de la Orden de la Estrella una orden de caballería fundada el 6 de noviembre de 1351 por Juan II similar a la Orden de la Jarretera (1347) de Eduardo III de Inglaterra. También desempeñaba el cargo de portador de la oriflama, el estandarte de la corona de Francia, un inmenso privilegio, por no mencionar también peligroso, pues hacía que fuera el objetivo de fuerzas enemigas en el campo de batalla. Godofredo de Charny fue, quizás, el caballero más admirado de Europa en vida, con una reputación por su habilidad con las armas, y por su honor. Se dice que en su época era conocido como un "caballero verdadero y perfecto".

## Carrera militar
Godofredo de Charny luchó en Henao y en Flandes, y participó en una cruzada dirigida por Humberto II del Viennois a finales de los años 1340. Humberto era un soldado y líder terrible (1) y los cruzados firmaron un tratado con los turcos en 1348, a pesar de la captura de Esmirna con otro comandante anterior.

Blasón de la familia "Charny".

En las Crónicas de Froissart se cuenta que Charny viajó a Escocia por orden del rey francés en, al menos, dos ocasiones y era bien conocido entre los escoceses de su época.
Se ha documentado, y traducido recientemente, que Godofredo fue hecho prisionero en dos ocasiones. Una fue en la batalla de Morlaix. También está documentado que en 1342 Godofredo fue tomado prisionero en Bretaña, luego llevado al castillo Goodrich en Inglaterra, donde estuvo en poder de Richard Talbot. Una carta patente inglesa de octubre de 1343 lo describe como habiendo "ido a Francia a encontrar el dinero para su rescate". Fue una ocurrencia rara que se confiara tanto en un hombre, y puesto que más tarde combatió en otras batallas, aparentemente alguien pagó el rescate de Godofredo, y fue nombrado caballero al año siguiente.
Otro incidente que proporciona un vistazo a la mente de Godofredo es la forma de castigar a Aimery de Pavía, caballero nacido en Lombardía y que lo traicionó en su intento de volver a tomar Calais en la Nochevieja de 1349. Godofredo realizó una peligrosa incursión en el castillo de Aimery. Godofredo tomó cautivo a Aimery y lo llevó a St. Omer, lo decapitó, troceó su cuerpo en cuatro pedazos y lo mostró en las puertas de la ciudad. El profesor Kaeuper añade: 'Para demostrar que todo esto fue un asunto privado y no parte del negocio de la guerra (había en ese momento una tregua), Charny tomó posesión sólo del propio Aimery, no su castillo.'

## Negociaciones previas a la batalla de Poitiers
Poco antes de su muerte, las terribles predicciones de Godofredo fueron verdaderamentee proféticas y las palabras que dijo ejemplifican lo que se esperaba que dijera un "verdadero y perfecto" caballero medieval. Constan en la vida de John Chandos y se hicieron en los momentos finales de la reunión entre dos partes en un esfuerzo por evitar el sangriento conflicto en Poitiers durante la guerra de los Cien Años. Ocurrió justo antes de la batalla:

A la conferencia acudieron el rey de Francia, Sir John Chandos, y muchas otras personas destacadas de la época, el rey (de Francia), para prolongar el asunto y demorar la batalla, reunió juntos a todos los barones de ambos lados (...) Allí vinieron el conde de Tancarville, y, como dice la lista, el arzobispo de Sens (Guillaume de Melun) estaba allí, el de Talaru, de gran discreción, Charny, Bouciquaut, y Clermont; todos estos fueron allí para aconsejar al rey de Francia. Por el otro lado vinieron gustosamente el conde de Warwick, el canoso (de pelo blanco o gris) conde de Suffolk estuvo allí, y Bartholomew de Burghersh, muy íntimo del príncipe, y Audeley y Chandos, que en aquella época tenían gran reputación. Allí celebraron su parlamento, y cada uno de ellos habló sinceramente. Pero lo que aconsejaron no puedo contarlo, aunque lo sé bien, verdaderamente, como yo oigo en mis documentos, que no pudieron ponerse de acuerdo, y por lo tanto cada uno empezó a marcharse. Entonces se pronunciaron las palabras proféticas de Godofredo de Charny: 'Señores,' dijo, 'dado que este tratado ya no te complace más, hago el ofrecimiento de combatiros, cien contra cien, eligiendo cada uno de entre su propio bando; y sabed bien que, cualquier centenar que sea desconcertado, todos los demás, sabedlo con seguridad, abandonarán este campo y dejarán la querella. Creo que será lo mejor, y que Dios tenga la gracia de que se evite la batalla en la que tantos hombres valientes serán muertos.

## Fallecimiento
Godofredo de Charny murió en la batalla de Poitiers de 19 de septiembre de 1356, una gran derrota de los franceses, en la que el propio rey francés cayó prisionero. Las palabras de Froissart describen vívidamente las últimas acciones de Godofredo, su bravura respecto a su rey y su país, y su dedicación a la oriflama en la batalla: 

Con gran valor y muy cerca del rey combatió mi señor Geoffroi de Charny que tenía encima todo el tumulto porque llevaba la oriflama del rey y también tenía su estandarte en el campo que era de gules con tres escudos de argent. Llegaron de todas partes tantos ingleses y gascones que abrieron por la fuerza la columna del rey de Francia. Los franceses se mezclaron tanto con sus enemigos que en aquel lugar y por aquella vez bien había cinco hombres de armas por cada gentilhombre. Fue apresado mi señor Badouin de Annequin por mi señor Bartholomew Burghersh. Mataron a mi señor Geoffroi de Charny con la oriflama de Francia entre las manos.

## Efigie

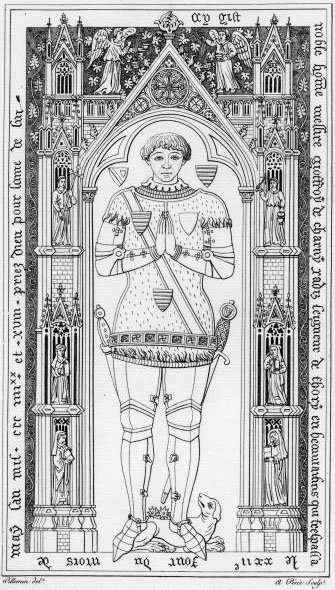
Efigie de latón de su hijo Godofredo II de Charny

La efigie de latón es de su hijo, el caballero francés Geoffroi de Charny II. Se presenta solamente como referencia histórica, pues no hay ninguna imagen de su padre. Se dice que realmente se asemejaba al padre tanto como al hijo. La traducción de la efigie fue proporcionada generosamente por un autor Ian Wilson. Dice lo siguiente: ‘Aquí yace el noble Monsieur Geoffroy de Charny en una época seigneur de Thory, en el distrito de Beauvais, quien murió el 22.º día del mes de mayo de 1398. Rogad a Dios por su alma.’.
La efigie está frecuentemente utilizada en otros lugares como propia del padre, pero la traducción pone en evidencia claramente que era de Godofredo hijo.

## Sábana santa de Turín

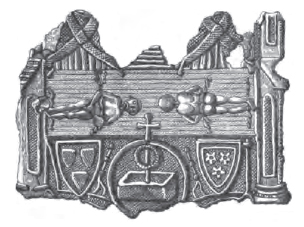
Peregrinación de Lirey representando la Sábana Santa de Turín (Croquis d'Arthur Forgeais, 1865)

Godofredo de Charny y su esposa Juana de Vergy son los primeros propietarios documentados del sudario de Turín. La primera exposición pública del Sudario queda conmemorada en la Medalla de peregrinación que se muestra aquí y data de aquella época. La medalla muestra la imagen del Sudario con indicaciones muy precisas a pesar de sus pequeñas dimensiones. En esta medalla uno puede ver una vista frontal y dorsal del cuerpo, las pautas de espina de pescado del lino, cuatro marcas de quemadura así como las armas de las familias Charny y Vergy. Esta medalla de peregrinación se expone en el museo de Cluny en París (Francia).

## Obras literarias

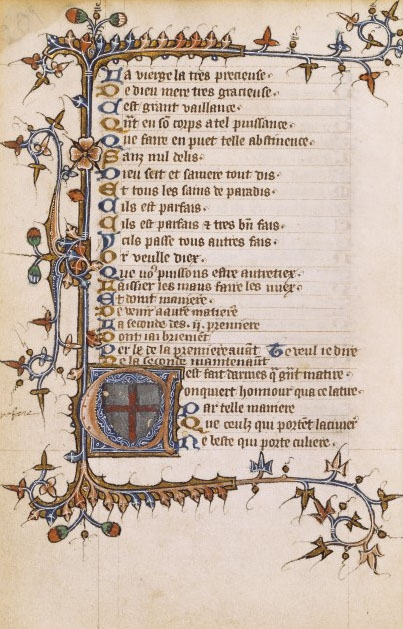
Français 25447, Bibliothèque nationale de France, Département des Manuscrits, Division occidentale

La obra más famosa de Godofredo de Charny es su Libro de caballería, escrito alrededor de 1350, que es, junto con las obras de Ramon Llull y Chrétien de Troyes una de las mejores fuentes para comprender cómo los propios caballeros describían y daban preferencia a los valores caballerescos en el siglo XIV. Godofredo discute muchos temas pero sobre todo valora la habilidad en las armas sobre todas las demás virtudes caballerescas y la guerra sobre todo el resto de luchas con armas.
También fue el autor de Demands pour la joute, les tournois, et la guerre, esto es, "Cuestiones sobre la justa, los torneos y la guerra", un libro sobre actividades caballerescas. Sólo las cuestiones sobreviven; sin embargo la forma en que están expresadas las cuestiones, así como las acciones de Godofredo en su vida, permite a los eruditos alcanzar más conclusiones sobre la concepción de Godofredo de la caballerí y la guerra.